# Jean Piveteau
Jean Piveteau (Rouillac (departement Charente), 23 september 1899 - Parijs, 7 maart 1991) was een Franse paleontoloog. Hij was vooral geïnteresseerd in fossiele gewervelde dieren en de menselijke evolutie.
Piveteau ging naar school in Angoulême en Parijs.
Hij studeerde in Parijs bij Marcellin Boule en was toen aan de École des Mines. In 1938 werd hij docent (Maitre de Conférences) aan de Sorbonne en in 1942 werd hij daar hoogleraar paleontologie. Hij had een brede filosofische en culturele achtergrond en doceerde naast paleontologie van 1941 tot 1945 ook wetenschappelijke methodologie en logica. Hij promootte opgravingen op prehistorische mensen in Frankrijk als voorzitter van de Conseil Supérieure de la Recherche Archéologique en in het bijzonder samenwerking met en opgravingen in Israël (hij was een tijdlang voorzitter van de Paléorient Society opgericht door Jean Perrot (1920-2012)) en was zelf vooral bezig met Neanderthalers. Hij was al sinds zijn studententijd bevriend met Teilhard de Chardin.
Hij was de eerste voorzitter van de Fondation Teilhard de Chardin (van 1964 tot 1982), en werd opgevolgd door Henry de Lumley. In 1960 werd hij erelid van de Society of Vertebrate Paleontology. Hij was lid van de Académie des sciences vanaf 1956 en was voorzitter van het Institut de France.
Hij staat ook bekend als de redacteur van een Franse standaardwerk over paleontologie.